# Algèbre de Ringel-Hall
En mathématiques, une algèbre de Ringel-Hall est une généralisation de l'algèbre de Hall, introduite et étudiée par Claus Michael Ringel. Elle admet une base indexée par les classes d'isomorphie d'objets d'une catégorie abélienne, et les constantes de structure de cette base sont liées au nombre d'extensions des objets dans la catégorie.
Un exemple caractéristique est la catégorie des représentations d'un carquois de type fini sur un corps fini. Le but de Ringel était de donner une interprétation naturelle des constantes de structure des groupes quantiques, du moins de leur partie positive {\displaystyle U_{q}({\mathfrak {n}}^{+})}. Il s'agit d'une situation de catégorification.